# Jong Groen

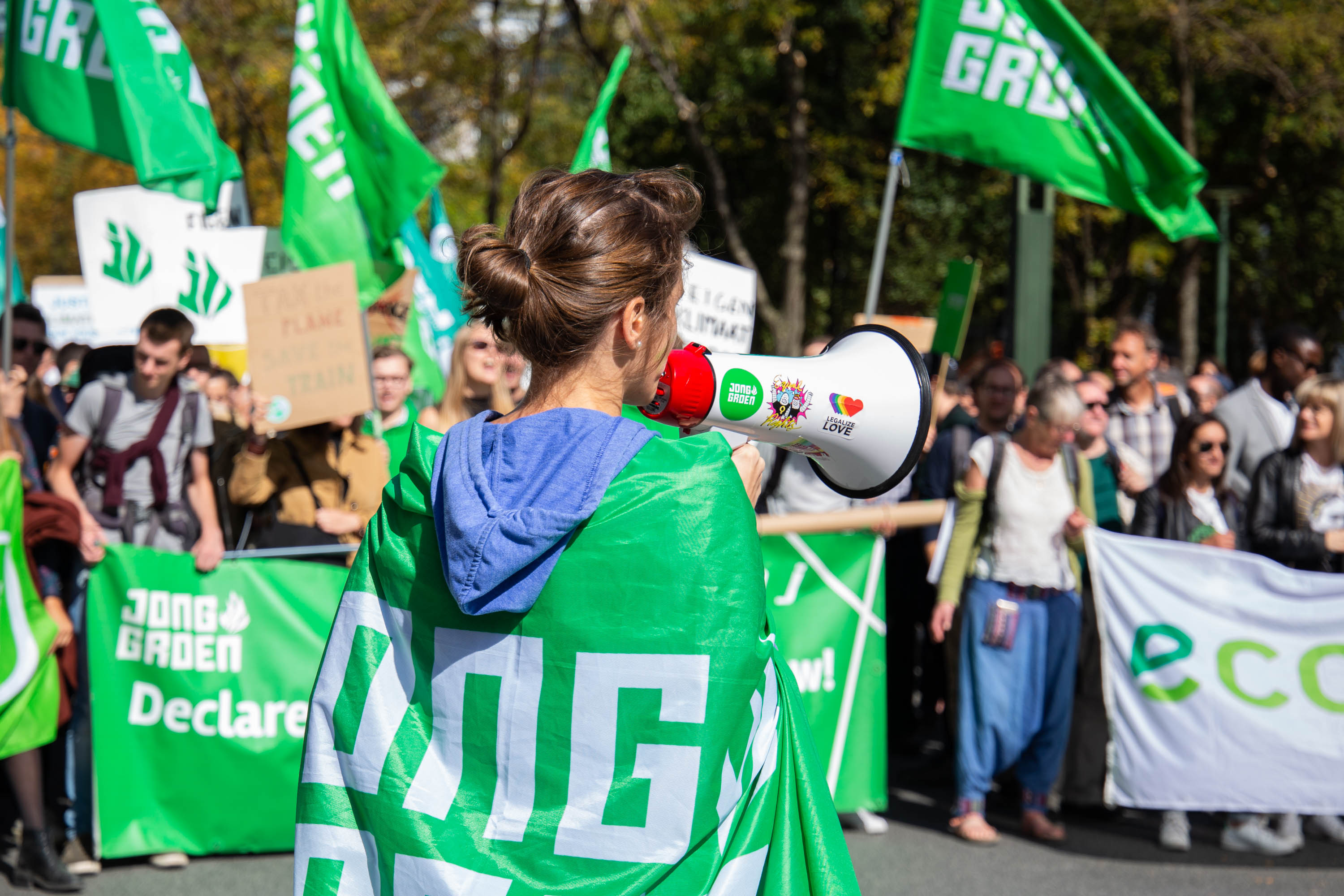
Jong Groen op een klimaatbetoging te Brussel (september 2019)

Jong Groen is een Vlaamse progressieve politieke jongerenorganisatie. Jong Groen engageert jongeren in de strijd voor een duurzame en rechtvaardige samenleving. Jongeren van 14 tot en met 33 jaar kunnen lid worden. Voor november 2003 heette de organisatie Jong Agalev. Jong Groen is de jongerenbeweging van de politieke partij Groen, maar werkt volledig onafhankelijk van de partij.
Jong Groen is zowel actief op lokaal, nationaal en internationaal niveau. De organisatie werkt met lokale afdelingen in verschillende steden en gemeenten en is lid van FYEG (Federation of Young European Greens, de koepelorganisatie voor Europese jong groenen) en van GYG (Global Young Greens). 

## Nationale structuur en werking

### Nationaal bestuur
Het nationaal bestuur bestaat uit 8 bestuursleden en een voorzittersduo. Het bestuur coördineert de dagelijkse werking van de politieke jongerenwerking van Jong Groen en organiseert acties en activiteiten over heel Vlaanderen. Een bestuursperiode duurt één jaar. Volgens de genderquota mag maximum de helft van de bestuursleden dezelfde genderidentiteit hebben.
De bestuursleden hebben elk hun eigen verantwoordelijkheden en functie: van internationaal en politiek secretaris tot een bestuurslid vrijwilligersbeleid, basisdemocratie en standpuntenbepaling en een bestuurslid actie. Er zijn ook verantwoordelijken voor de studenten- en scholierenwerking, de communicatie en de lokale Jong Groen afdelingen. De huidige covoorzitters zijn Daan Reydams en Liv Onkelinx

### Open Forum
Het Open Forum is de ledenvergadering van Jong Groen. Het Open Forum bespreekt de grote lijnen van Jong Groen, verkiest het nationaal bestuur, stemt over standpunten, kiest het jaarthema en kan werkgroepen oprichten. Alle leden van Jong Groen zijn lid van het Open Forum en hebben hier stemrecht.

### Algemene vergadering
In de algemene vergadering (AV) van Jong Groen zetelen alle erkende lokale afdelingen. Elke afdeling heeft 1 vertegenwoordiger en 1 stem. De algemene vergadering komt minstens viermaal jaar samen. De AV wijzigt de statuten en de interne reglementen, keurt de begroting en jaarrekening goed en is, na het open forum, het hoogste orgaan binnen de organisatie.

### Voorzittersduo
Het voorzittersduo van Jong Groen vertolkt de standpunten van de organisatie naar de buitenwereld toe. Van 2003 to en met 2007 werd er gewerkt met één of meerdere woordvoerders in plaats van voorzitters. In 2008 werden de statuten dan gewijzigd en werd er gewerkt met een voorzittersduo (bestaande uit een voorzitter en ondervoorzitter) in plaats van de woordvoerders. In 2016 werd voor het eerst gewerkt met een covoorzittersduo.
| Woordvoerder(s)                             | Periode    |
| ------------------------------------------- | ---------- |
| Tinne van der Straeten                      | 2002-2005  |
| Meyrem Almaci                               | 2005-2007  |
| Kristof Calvo en Eva Lauwers                | 2007-2008  |
| Voorzitter en ondervoorzitter               | Periode    |
| Kristof Calvo en Wim Borremans              | 2008-2009  |
| Kristof Calvo en Wout De Meester            | 2009-2010  |
| Bart Dhondt en Loes Van Cleemput            | 2010-2011  |
| Bart Dhondt en Lies Corneille               | 2011-2012  |
| Bram Van Braeckevelt en Lies Corneille      | 2012-2013  |
| Bram Van Braeckevelt en Wanda Lauwers       | 2013-2014  |
| Céline Van Den Abeele en Eline Deblaere     | 2014-2015  |
| Céline Van Den Abeele en Sielke Eeckhout    | 2014-2015  |
| Covoorzitters                               | Periode    |
| Stefanie De Bock en Belinda Torres Leclercq | 2016-2018  |
| Voorzitter en ondervoorzitter               | Periode    |
| Mattijs Van Miert en Marieke Lagrou         | 2018-2019  |
| Covoorzitters                               | Periode    |
| Timon Hogenaar en Sarah Plaizier            | 2019-2020  |
| Paola Travella en Jordy Sabels              | 2020-2022  |
| Kilian Vandenhirtz en Laura Schuyesmans     | 2022-2023  |
| Kee Verheyen en Stien Buts                  | 2023-2024  |
| Liv Onkelinx en Daan Reydams                | 2024-heden |

## Werkgroepen
Jong Groen werkt in haar werkgroepen verschillende thema's en projecten uit. De werkgroepen kunnen van bestuursjaar tot bestuursjaar veranderen. De huidige werkgroepen zijn de volgende:
1. Actie
2. Communicatie
3. Politieke Vorming
4. Internationaal
5. Politieke Actualiteit
6. Ecowatte?
7. Campagne

Naast deze werkgroepen wordt er ook gewerkt met themagroepen. Die themagroepen lopen over verschillende inhoudelijke thema's, zoals bijvoorbeeld onderwijs, mobiliteit, staatsstructuur, klimaat, jeugdbeleid... Ze komen samen wanneer er rond een bepaald inhoudelijk thema worden gewerkt en zorgen ervoor dat onder andere standpunten inhoudelijk worden onderbouwd en dat activiteiten mee inhoudelijk worden ondersteund.

## Ecowatte?
Jong Groen schreef in 2022 zelf een boek over het ecologisme: 'Ecowatte'?'. Dit boekje legt de basisprincipes van het ecologisme uit aan de hand van vijf pijlers: inclusief en divers, zorg voor mens en planeet, sociale en ecologische rechtvaardigheid, basisdemocratie en welvaart binnen planetaire grenzen. Het schetst een groene toekomstvisie, maar het is vooral een verhaal van hoop. 
Het boek stelt dat het ecologisme een beweging is die een antwoord biedt op allerlei moeilijke maatschappelijke vraagstukken. Het toont hoe we er samen voor kunnen zorgen dat de wereld een mooiere plek wordt voor iedereen. Het gaat uit van een balans tussen mens en planeet, van een verhaal over verandering. Een verandering waarin iedereen meegenomen wordt.

## Activiteiten
Jong Groen organiseert elk jaar verschillende activiteiten en probeert daarbij een evenwicht te vinden tussen politiek-inhoudelijke activiteiten en activiteiten die gericht zijn op het versterken van de beweging. Voorbeelden van activiteiten zijn:
- een zomerkamp
- een inhoudelijk Open Forum over het jaarthema
- het Jong Groen Festival
- een themadag

## Lokale afdelingen en studentenafdelingen
De lokale afdelingen vormen het kloppend hart van de beweging. Elke afdeling is vrij in het bepalen van zijn bestuursploeg. Jong Groen heeft verschillende lokale afdelingen waar Jong Groenen samen in hun buurt activiteiten, debatten of acties op poten zetten.  
Jong Groen heeft ook een aantal afdelingen specifiek gericht op studenten. De studentenafdelingen zijn actief in Antwerpen, Brussel, Gent en Leuven. 

## Samenwerking
Jong Groen onderhoudt nauw contact met de jongerenafdeling écolo j van de Franstalige zusterpartij Ecolo, zo organiseren zij bijvoorbeeld elk jaar samen een weekend in de herfst of winter. Beide politieke jongerenorganisaties zijn lid van de FYEG.